# Pasul Arlberg
Pasul Arlberg este o trecătoare situată la altitudinea de 1793 m deasupra n.m. între landurile Vorarlberg, Tirol din Austria. Regiunea este renumită prin posibilitatea practicării sprturilor de iarnă.

## Istoric
Variante ale numele pasului sunt Arl(berg) (Arle, Arlen, Mons Arula, Arlenperge), aceste denumiri au fost folosite deja prin anul 1218. In secolul XIV dăruiește groful de Montfort, regiunea (Tannberg, Kleinwalsertal și Großwalsertal) care pe atunci era încă nelocuită, unor păstori, mercenari și hamali. Până secolul XVIII are loc datorită acțiunii ghețarilor o eroziune accentuată, alunecări frecvente de teren și lavine numeroase, care determină locuitorii regiunii de a alege mereu căi noi de traversare a munților. Conflictele războiului alpin au dus la distrugerea lui „Burg Arlen“ (azi „Ruina Arlen”). Numele Arlberg provine de la landul „Vorarlberg” nume folosit din timpul Habsburgilor.

## Geografie
Arlberg leagă văile Alfenz, Klostertal din vest cu văile Rosanna, Stanzer Tal din est. De asemenea trecătoarea Arlberg împreună cu pasul Flexen formează granița dintre Alpii Verwall din sud, Lechquellengebirge din nord-vest și Alpii Lectaler din nord, nord-est. Valluga (2.809 m) cel mai înalt munte din regiunea Arlberg împreună cu „Trittkopf” domină peisajul oferit de pe înălțimea trecătorii.